# Xylobolus
Xylobolus is een geslacht van schimmels behorend tot de familie Stereaceae. Het geslacht werd voor het eerst in 1884 beschreven door de mycoloog Petter Adolf Karsten.

## Soorten
Volgens Index Fungorum telt het geslacht elf soorten (peildatum december 2023):
| Soortnaam                           | Auteur(s)                                              | Publicatiejaar |
| ----------------------------------- | ------------------------------------------------------ | -------------- |
| Xylobolus austrosinensis            | S.H. He                                                | 2020           |
| Xylobolus brasiliensis              | Chikowski, C.R.S. de Lira, Gibertoni & K.H. Larss.     | 2019           |
| Xylobolus frustulatus (Mozaïekzwam) | (Pers.) P. Karst.                                      | 1881           |
| Xylobolus gongylodes                | Popoff & J.E. Wright                                   | 1994           |
| Xylobolus hiugensis                 | (Imazeki) Imazeki & Hongo                              | 1989           |
| Xylobolus illudens                  | (Berk.) Boidin                                         | 1958           |
| Xylobolus peculiare                 | (Parmasto, Boidin & Dhingra) Ryvarden                  | 2020           |
| Xylobolus princeps                  | (Jungh.) Boidin                                        | 1958           |
| Xylobolus spectabilis               | (Klotzsch) Boidin                                      | 1958           |
| Xylobolus subpileatus               | (Berk. & M.A. Curtis) Boidin                           | 1958           |
| Xylobolus thoenii                   | (Boidin, Lanq. & Gilles) Ţura, Zmitr., Wasser & Spirin | 2011           |